# Gonatocerus inexpectatus
Gonatocerus inexpectatus är en stekelart som beskrevs av Huber 1988. Gonatocerus inexpectatus ingår i släktet Gonatocerus och familjen dvärgsteklar. Inga underarter finns listade i Catalogue of Life.